# Павел (Мысак)
Епи́скоп Па́вел (укр. Єпископ Павло в миру Пётр Матвеевич Мысак укр. Петро Матвійович Мисак; род. 28 июня 1971, Хриплин) — архиерей Православной церкви Украины (с 2019).
Ранее — епископ Украинской автокефальной православной церкви, епископ Коломыйский, викарий Ивано-Франковской епархии (2018). Наместник Спасо-Преображенского Угорницкого монастыря.

## Биография
Родился 28 июня 1971 года в Хриплине Ивано-Франсковской области.
24 марта 2012 года митрополитом Андреем (Абрамчуком) в Спасо-Преображенском Угорницком монастыре был пострижён в монашество.
30 января 2018 года решением Архиерейского собора и патриаршего совета УАПЦ избран епископом Коломыйским, викарием Ивано-Франковской епархии.
14 февраля 2018 года в Покровском кафедральном соборе УАПЦ города Ивано-Франковска, после окончания всенощного бдения, состоялся чин наречения в котором приняли участие: предстоятель УАПЦ митрополит Киевский Макарий (Малетич), митрополит Галицкий Андрей (Абрамчук), епископ Тернопольский Тихон (Петранюк), епископ Донецкий и Славянский Савва (Фризюк). 15 февраля 2018 года теми же иерархами был хиротонисан в сан епископа Коломыйского, викария Ивано-Франковской епархии.
15 декабря 2018 года вместе со всеми другими архиереями УАПЦ принял участие в «объединительном соборе» в храме Святой Софии.